# .tc
.tc (Turks e Caicos) é o código TLD (ccTLD) na Internet para o Turcas e Caicos.

## Domínios de segundo nível
Além dos domínios .tc oferecidos direto pelo registro, há também uma pequena variedade de domínios de segundo nível nos quais um cliente pode registrar:
- .com.tc

- .net.tc

- .org.tc

- .pro.tc